# Zostera polychlamys
Zostera polychlamys är en bandtångsväxtart som först beskrevs av J.Kuo, och fick sitt nu gällande namn av Surrey Wilfrid Laurance Jacobs och Les. Zostera polychlamys ingår i släktet bandtångssläktet, och familjen bandtångsväxter. IUCN kategoriserar arten globalt som livskraftig. Inga underarter finns listade.